# Loi relative à la création des syndicats professionnels
Pour les autres lois portant le nom de Pierre Waldeck-Rousseau, voir Loi Waldeck-Rousseau.

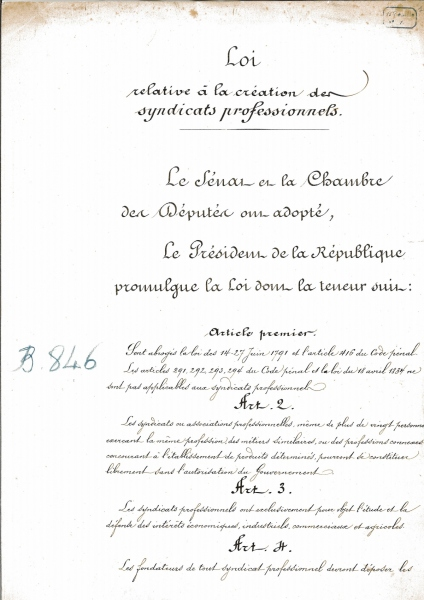
Décret de promulgation de la loi Waldeck-Rousseau

La loi relative à la création des syndicats professionnels, dite loi Waldeck-Rousseau autorise la mise en place de syndicats en France. Votée le 21 mars 1884, elle abroge la loi Le Chapelier et fixe leurs domaines de compétence. Elle est intégrée au Code du travail.

## Présentation

### Historique
La loi relative à la création des syndicats professionnels, dite loi Waldeck-Rousseau du nom du ministre de l'Intérieur républicain Pierre Waldeck-Rousseau qui la fit adopter, est une loi française votée le 21 mars 1884. Elle fait suite à la loi Ollivier du Second Empire du 25 mai 1864 supprimant le délit de coalition.

### Applications de la loi
Elle autorise la mise en place de syndicats en France, abroge la loi Le Chapelier et fixe leurs domaines de compétence. 
Ce texte vise tous les groupements professionnels, soit les syndicats de salariés et les syndicats patronaux. Elle est désormais intégrée au Code du travail (Articles L2131-1 et suivants).

#### Textes de lois
- Pierre Waldeck-Rousseau, Projet de loi adopté par le Sénat modifié par la Chambre des Députés, amendé par le Sénat, relatif à la création des syndicats professionnels, présenté au nom de M. Jules Grévy, Paris, Impr. de A. Quantin, 28 février 1884 (BNF 36248418).
- Pierre Waldeck-Rousseau et Alexandre Millerand, Projet de loi portant modification de la loi du 21 mars 1884 sur les syndicats professionnels, Paris, Impr. de Motteroz, 1899 (BNF 36235779).

#### Ouvrages de synthèse
- Henry Leyret, De Waldeck-Rousseau à la C.G.T : la société et les syndicats, Paris, Editions de la Sirène, coll. « Bibliothèque d'évolution sociale », 1921 (BNF 31616543).
- Etienne Martin Saint-Léon, La Revision de la loi du 21 mars 1884 sur les syndicats professionnels et le projet Waldeck-Rousseau-Millerand (Extrait de "l'Association catholique", revue des questions sociales et ouvrières), Paris, E. Vitte, 1904 (BNF 30897282, lire en ligne).
- P. Brochard, La Mainmorte ouvrière (à l'occasion du projet de loi Waldeck-Rousseau du 14 novembre 1899 sur les syndicats professionnels) (thèse pour le doctorat ès sciences politiques et économiques), Laval, Chailland, 1900 (BNF 30163874).